# کلمنس برنتانو
کلمنس برنتانو (آلمانی: Clemens Wenzeslaus Brentano de La Roche؛ زاده ۹ سپتامبر ۱۷۷۸ - درگذشته ۲۸ ژوئیه ۱۸۴۲) یک رمان‌نویس و شاعر آلمانی بود.
کلمنس برنتانو در سال ۱۷۷۸ متولد شد و در سال ۱۸۴۲ چشم از جهان فروبست.

## کتابشناسی
برخی از آثار وی عبارتنداز:
- تاج گل
- گودوی یا مجسمه سنگی (1801) Godwi
- پونثه د لئون (1801) Ponce de Leon
- تغزلات
- بوق سحری بچه‌ها
- یک مسافر دانش‌آموز
- داستان کاسپرل دلاور و آنرل زیبا (1817) Geschichte vom braven Kasperl und dem schönen Annerl
- قصه برای کودکان
- قصه‌های رود راین
- رنج‌های تلخ مسیح
- زندگی مریم عذرا